# Koltjärnen (Skorpeds socken, Ångermanland)
Koltjärnen är en sjö i Örnsköldsviks kommun i Ångermanland och ingår i Nätraåns huvudavrinningsområde.